# Torbellino (danza)
El torbellino es música que tiene y maneja un carácter popular, es utilizado en el acompañamiento para los cantos, rimas o coplas (que son utilizadas principalmente en bailes folclóricos boyacenses, y/o de Guacamayo en Santander), reuniones de los creadores de las coplas, en fiestas de matrimonio y en las romerías (término utilizado para las reuniones de carácter religioso). Donde el campesino busca expresar sencillez, espontaneidad (acciones sin razonar en el comportamiento humano), sentido crítico y gran filosofía popular
De la misma forma es importante tener en cuenta que el torbellino colombiano se trata de una de las danzas más representativas de la cultura de Cundinamarca Santander y Boyacá, donde por lo general es tradicional en las fiestas patronales y otras festividades importantes para las comunidades.

## Torbellino danza
En el desarrollo de la danza se observan no menos de tres rutinas como son el rasga tierra, el balanceo lateral y el paso seguido balanceo y movido en el hombre, con sus evoluciones o vueltas, el paso de espaldas y las tres variedades de saludos (sombreros, cabeza , pasa manos) y los enlaces propios de la modalidad . La mujer danza en pasos seguidos de giros en media vuelta con apoyo en el talón a cada descanso del paso y balanceo característico. Además su uso en la gran diversidad , juegos coreográficos, todos en aire de torbellino, le dan más amplio conocimiento en la zona andina. En general el torbellino es un baile suelto que se baila entre dos personas, aun cuando aparecen hasta cuatro parejas. Los danzantes dan vueltas, con la particularidad del movimiento femenino como un trompo, con las manos jugando al danzar. El hombre persigue a la mujer, pero ésta se escapa haciendo giros en remolino; se presenta un cambio de puesto entre el hombre y la mujer y así sucesiva mente. A veces se canta, se entona una copla y se sigue . Se han distinguido variedades del torbellino, destacando el triste o melancólico del altiplano, y el festivo de las zonas cálidas. Se da el nombre de torbellino versiao cuando los danzantes intercambian coplas graciosas; Torbellino a misa, el que se bailaba antes de la misa de gallo en la Nochebuena, muy característico del Valle de Tenza (Boyacá). Además el torbellino de la botera y el torbellino palmoteado, "con las palmas " , danzado antiguamente en Villa de Leyva. En ritmo de torbellino se bailan algunas danzas andinas como el cuatro, la manta, la Matarredonda, la perdiz y otras, es original de Colombia.

## Orígenes del torbellino
Los orígenes del torbellino representa una fusión de culturas. Los cantos por su estilo son asemejados a aquellos efectuados por indígenas en sus caminatas. Los instrumentos tradicionales Colombianos como el tiple, reflejan  sus raíces en la península ibérica .
Se encuentran también similitudes con ritmos y danzas andaluzas y asturianas. Evidentemente parece que se destacan en el torbellino, al tiempo, valores melódicos y rítmicos desde un periodo antiguo. Es sabido que éstos no usan la marcha o paso normal corrientes en el hombre de las ciudades y aldeas, sino que establecen un trote rítmico que les permite andar sin fatiga  por caminos de montaña. Durante el reposo del viaje, pulsan en  requintos y tiples, el aire típico del torbellino, para recordar o para acompañar la danza del mismo nombre que se hacen en los refugios, viejos y jóvenes campesinos.
Contra lo que indicaría, etimológicamente (origen de las palabras), el nombre de “torbellino”, es un aire lento y grave, una danza tranquila, un canto emotivo de conjunto de coplas  regionales típicas. No es descaminado pensar en que el desaparecido “patirralo” (Estilo rítmico música) de Umbita Boyacá fuera asimismo una variedad de torbellino.
Aceptada la sugestión del origen motilón  del torbellino, recordemos que el nombre es denominación castellana , del latín “turbo” que demostraría en la etimología (origen de las palabras) un remolino, y en segundo lugar  una “confusión de gentes”. Cuando el torbellino aparece como lento, grave y, religioso es el verdadero torbellino que aún hoy puede observarse con facilidad y precisión  en  fomeque(oriente de Cundinamarca) o en el noreste (Gama). En Santander el torbellino es la coreografía obligada para acompañar los cantos guabineros.
- Datos: Q943751